# Pteris nobilis
Pteris nobilis là một loài dương xỉ trong họ Pteridaceae. Loài này được hort Veitch mô tả khoa học đầu tiên năm 1866.
Danh pháp khoa học của loài này chưa được làm sáng tỏ. 